# Friend Richardson
Friend William Richardson, född William Richardson 1 december 1865 i Washtenaw County i Michigan, död 6 september 1943 i Berkeley i Kalifornien, var en amerikansk politiker. Han var Kaliforniens guvernör 1923–1927.

## Biografi
Richardson var en konservativ republikan och publicist. Under 1910-talet var han med i Progressiva partiet innan han blev republikan. Han var troende kväkare och tog officiellt kväkarhälsningen Friend till sitt förnamn. Han var Kaliforniens finansminister 1915–1923. Han efterträdde 1923 William Stephens som guvernör och efterträddes 1927 av Clement Calhoun Young. Richardson var frimurare och dessutom medlem i Shriners, Odd Fellows och många andra sällskap. Hans aska finns på Chapel of the Chimes i Oakland.